# Рамазанов, Магомед Мухтарович
Магомед Мухтарович Рамазанов (10 января 1929, Махач-Кала — 1982, Махачкала) — советский борец вольного стиля, мастер спорта СССР (1957), Заслуженный тренер СССР (1972). Увлёкся борьбой в 1946 году. В 1953 году начал заниматься тренерской деятельностью. В 1959 году ему было присвоено звание Заслуженный тренер РСФСР, а в 1974 году — Заслуженный работник культуры Дагестанской АССР. Подготовил более 50 мастеров спорта СССР.
Окончил Дагестанский государственный педагогический университет (Махачкала).

## Известные воспитанники
- Алиев, Али Зурканаевич (1937—1995) — многократный чемпион СССР и мира, чемпион Европы, Заслуженный мастер спорта СССР;
- Гаджиев, Батал-Мухамед Рассулович (1949) — чемпион и призёр чемпионатов СССР;
- Насрулаев, Аминула Асадулаевич (1948) — чемпион СССР, призёр чемпионатов Европы и мира, мастер спорта СССР международного класса;
- Насрулаев, Насрула Асадулаевич (1948) — чемпион СССР, Европы и мира, Заслуженный мастер спорта СССР.